# Kokoro ga Sakebitagatterun Da.
Kokoro ga Sakebitagatterun Da. (心が叫びたがってるんだ。, lit. O coração quer gritar) abreviado como Kokosake (ここさけ), é um filme de anime japonês, realizado por Tatsuyuki Nagai, escrito por Mari Okada e produzido pelo estúdio A-1 Pictures e pela mesma equipa da série de anime, Ano Hi Mita Hana no Namae o Bokutachi wa Mada Shiranai. Estreou-se no Japão a 19 de setembro de 2015.

## Sinopse
A trama se passa na cidade japonesa de Chichibu, onde a história gira em torno de uma garota chamada Jun Naruse. Ela quer liberar seus verdadeiros sentimentos, mas sempre acaba machucando as pessoas com suas palavras. Um dia, ela encontra um ovo de fada que alega que poderá ajudá-la com seu problema. Jun aceita o acordo, e a fada acaba selando suas palavras, para que ela nunca mais possa falar, para não machucar novamente as pessoas com suas palavras. Mas a vida de Jun muda, quando ela vai para o liceu, onde descobre o poder da música e da amizade.

## Elenco
Jun Naruse (成瀬 順, Naruse Jun)
Voz de: Inori Minase
Jun é a protagonista. Ela era originalmente uma criança muito alegre e animada, mas depois de expor a infidelidade de seu pai à sua mãe, ela se tornou quieta, tímida e incapaz de falar. Mais tarde, ela encontra sua voz ao se juntar a Takumi e aos outros na criação de um musical, no qual ela interpreta a personagem principal.
Takumi Sakagami (坂上 拓実, Sakagami Takumi)
Voz de: Kōki Uchiyama
Takumi é outro personagem central, que, como Jun, também é quieto e tímido. Assim como Jun, seus pais são divorciados, e ele vive sob os cuidados de seus avós. Ele toca piano e desempenhou um papel importante em ajudar Jun a montar o musical para o Comitê de Caridade.
Natsuki Nitō (仁藤 菜月, Nitō Natsuki)
Voz de: Sora Amamiya
Como membro da equipe de beisebol da escola, ele é inicialmente visto como rabugento e rejeita totalmente a ideia do musical. Ao longo do filme, ele aprende a se abrir para seus colegas de classe e desempenha um papel central no musical. Ele também começa a desenvolver sentimentos por Jun e, eventualmente, confessa seus sentimentos a ela.
Daiki Tasaki (田崎 大樹, Tasaki Daiki)
Voz de: Yoshimasa Hosoya
A ex-namorada de Takumi que ainda tem sentimentos por ele. Embora inicialmente relutante em participar do musical, ela se aproxima e se torna uma amiga próxima de Jun. É sugerido que Daiki tinha sentimentos por ela, embora ela tenha negado.
Izumi Naruse (成瀬 泉, Naruse Izumi)
Voz de: Yō Yoshida
Kazuki Jōshima (城嶋 一基, Jōshima Kazuki)
Voz de: Keiji Fujiwara
Tamago no Yōsei  (玉子の妖精, lit. fada do ovo)
Um pequeno ser místico que se assemelha a um ovo branco e que apenas Jun pode ver. Ele tem um bigode fino, dois pontos negros como olhos e usa um terno e um chapéu fedora com uma pena em cima. Após Jun aceitar seu pedido de ajuda quando era criança, a fada lançou uma maldição sobre ela e selou sua boca para que ela nunca mais pudesse falar e machucar as pessoas. No final, ele é revelado como sendo um fragmento da imaginação de Jun. Ele tem um ponto preto flutuando ao redor de sua mão esquerda e quando o esconde, ele se transforma em um príncipe, o que é um trocadilho com os kanjis de tamago (玉子, ovo) e ouji (王子, príncipe).

## Música
A música-tema do filme foi Ima, Hanashitai Dareka ga Iru (今、話したい誰かがいる), interpretada pelo grupo Nogizaka46.

## Lançamento
O filme foi lançado nos cinemas japoneses a 19 de setembro de 2015. Nos Estados Unidos, o filme sob o título de The Anthem of the Heart, foi licenciado pela distribuidora Aniplex of America.